# Понс Инлет (Флорида)
Понс Инлет (енгл. Ponce Inlet) град је у америчкој савезној држави Флорида. По попису становништва из 2010. у њему је живело 3.032 становника.

## Демографија
Према попису становништва из 2010. у граду је живело 3.032 становника, што је 519 (20,7%) становника више него 2000. године.
| Група             | 2000.         | 2010.         |
| Белци             | 2.420 (96,3%) | 2.895 (95,5%) |
| Афроамериканци    | 15 (0,6%)     | 4 (0,1%)      |
| Азијати           | 18 (0,7%)     | 30 (1,0%)     |
| Хиспаноамериканци | 39 (1,6%)     | 56 (1,8%)     |
| Укупно            | 2.513         | 3.032         |